# Zeller See (Salzburg)
Der Zeller See liegt im Gemeindegebiet der für den See namensgebenden Stadt Zell am See im Pinzgau im Salzburger Land in Österreich.

## Geschichte
Der See entstand am Ende der letzten Kaltzeit vor etwa 10.000 bis 16.000 Jahren durch eine von den Eismassen der nördlichen Glocknergruppe hervorgerufene Ausschürfung. Die heutige Fläche des Sees ist ein Überbleibsel der ursprünglichen Wasserfläche, die im Norden bis nach Saalfelden reichte und im Süden auch einen Teil des Salzachtales ausfüllte.

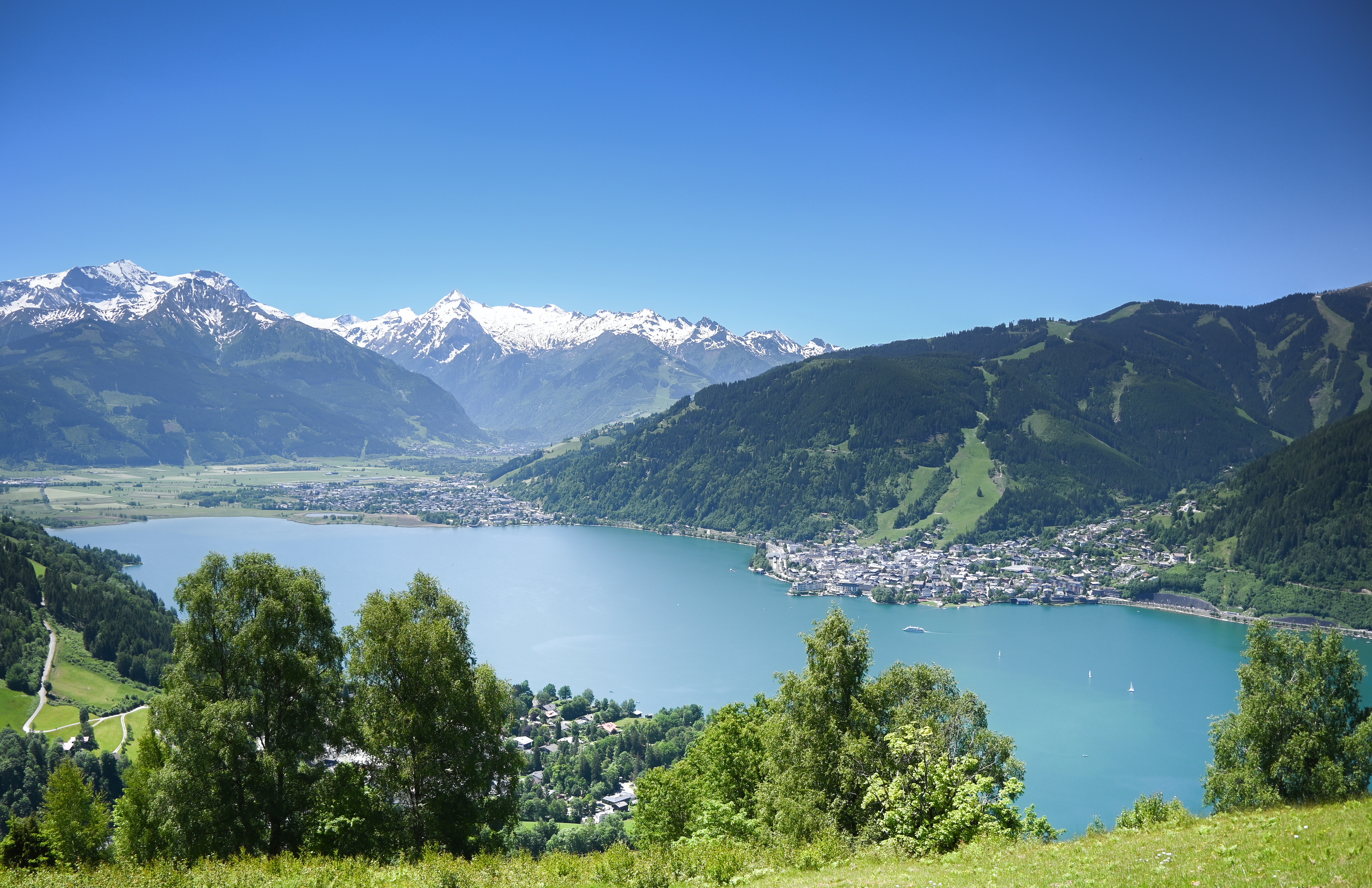
Rechts Zeller Altstadt, links Zell am See-Süd, vorne Thumersbach; vom Mitterberg, Richtung Südwesten über Zeller See gegen Hausberg Schmittenhöhe, und über Salzachtal gegen Kitzsteinhorn

## Geographie
Der See entwässert über gut zwei Kilometer lange Kanäle – den großen und den kleinen Seekanal – nach Süden in die Salzach. Etwa zwei Kilometer nördlich des Seeufers trennt eine unauffällige Talwasserscheide den See von der Saalach, die, nördlich fließend, erst nach etwa 80 Kilometer, unterhalb von Salzburg in die Salzach mündet. Die Wassertemperatur liegt im Sommer zwischen 18 und 24 Grad Celsius.
Historisch bedeutsam war er als winterliche Gewinnungsstätte für Eis als Kältemittel für Eiskeller auch deutscher Brauereien, die per Bahnwaggon beliefert wurden.

## Fische
Im Zeller See kommen viele verschiedene Fischarten vor. Bekannt ist er vor allem für seine Renken (Reinanken), Brachsen, Rotaugen, Zander und Barsche. Am Zeller See gelten die Vorschriften des Salzburger Fischereiverbandes.